# جاچادرها
جاچادرها یک روستا در ایران است که در دهستان سید ولی‌الدین واقع شده‌است.